# 額田部林
額田部 林 （ぬかたべ の はやし）は、飛鳥時代の官吏。姓は連。冠位は進大壱。

## 経歴
『続日本紀』巻第一によると、文武天皇4年（700年）、大宝律令撰定の功で、刑部親王以下19人が禄を与えられたが、この中に額田部連林の名前も、位階「進大壱」大初位上に相当）では記載されている。
額田部連一族は、天武天皇13年（684年）に八色の姓が制定されたことにより、宿禰を賜姓されているが、彼の姓が「連」であったところからすると、本家筋ではなく、傍系であった可能性が高い。